# Joaquín Crespo
Joaquín Crespo (ur. 1841, zm. 1898) – prezydent Wenezueli w latach 1884-1886 (kiedy w dużej mierze uzależniony był od dyktatora Antonio Guzmána Blanco) oraz od 1892 do swojej śmierci. Wykazywał wielkie zaangażowanie w sporach z Wielką Brytanią o granicę z Gujaną, gdzie zostało odkryte złoto.